# Diego Minaya
 Diego Alejandro Minaya Naters (Lima, Provincia de Lima, Perú, 1 de mayo de 1990) es un futbolista peruano. Juega como defensa central y su equipo actual es Universidad San Martín de la Liga 2 de Perú.. Tiene 34 años.

## Trayectoria
Comenzó su carrera futbolística a los seis años en la Academia Tito Drago, jugando en la categoría 89 a pesar de haber nacido el año 90. En el año 2002, a la edad de 12 años, pasó a formar parte de las divisiones menores del club Sporting Cristal, donde fue capitán. Fue seleccionado nacional Sub-15 y preseleccionado Sub-17. El 2007, realizando la pretemporada con el equipo profesional de Cristal, sufrió una lesión que lo dejó fuera de las canchas por 6 meses, lo que le impidió jugar el Sudamericano y Mundial Sub-17 con su selección. 
En el año 2008, luego de la recuperación, fue promovido al equipo profesional, debutando el 23 de abril frente a Cienciano en el Cuzco, fue parte del equipo que clasificó a la Copa Libertadores 2009. Jugó al lado del portero peruano José Carvallo y Christian Ramos, quienes fueron mundialistas en la Copa Mundial de Fútbol de 2018. Al año siguiente fue cedido a préstamo al Coronel Bolgnesi de Tacna, donde jugó 5 partidos y descendió al mundo de Roberto Mosquera.
El año 2010 firmó por Cienciano, institución en la cual tuvo mayor continuidad. En dicho año, el equipo cusqueño estuvo peleando en la parte inferior de la tabla de posiciones, pero finalmente se logró salvar del descenso. Sus actuaciones de ese año permitieron que el año 2011 reciba la propuesta del Club Juan Aurich de Chiclayo, institución con la cual firmó contrato. Fue parte del equipo que en ese año logró el Título Nacional del Campeonato Descentralizado Peruano "Copa Movistar".

El 2014 fichó por Alianza Lima, sin embargo tuvo un problema de dopaje que lo inhabilitó para jugar.
En el 2018 firmó por Universidad Técnica de Cajamarca, pedido por Franco Navarro para reemplazar a Gustavo Dulanto. Jugó la Copa Sudamericana 2018, perdiendo en primera ronda contra Rampla Juniors.

## Clubes
| Club                      | País | Año         |
| ------------------------- | ---- | ----------- |
| Sporting Cristal          | Perú | 2008        |
| Coronel Bolognesi         | Perú | 2009        |
| Cienciano                 | Perú | 2010        |
| Juan Aurich               | Perú | 2011 - 2013 |
| Alianza Lima              | Perú | 2014 - 2015 |
| Real Garcilaso            | Perú | 2016        |
| Sport Huancayo            | Perú | 2017        |
| UTC                       | Perú | 2018        |
| Ayacucho FC               | Perú | 2019 - 2020 |
| Cusco FC                  | Perú | 2021 - 2023 |
| Sport Huancayo            | Perú | 2024        |
| Universidad de San Martín | Perú | 2025 -      |

## Palmarés

### Campeonatos nacionales
| Título                        | Club        | País | Año  |
| ----------------------------- | ----------- | ---- | ---- |
| Primera División del Perú     | Juan Aurich | Perú | 2011 |
| Torneo de Promoción y Reserva | Juan Aurich | Perú | 2012 |
| Liga 2                        | Cusco FC    | Perú | 2022 |

### Torneos cortos
| Título          | Club         | País | Año  |
| --------------- | ------------ | ---- | ---- |
| Torneo del Inca | Alianza Lima | Perú | 2014 |
| Torneo Clausura | Ayacucho FC  | Perú | 2020 |

### Distinciones individuales
- Equipo ideal de la fase 2 (Torneo Clausura) de la Liga 1: 2020[1]
- Preseleccionado como defensa en el mejor once de la Liga 1 según la SAFAP: 2020[2]